# Oospila invasata
Oospila invasata là một loài bướm đêm trong họ Geometridae.